# ديفيد هنتر
ديفيد هنتر (5 ديسمبر 1968 في نيوزيلندا - ) (بالإنجليزية: David Hunter)‏ هو لاعب كريكت نيوزلندي.

## وصلات خارجية
- ديفيد هنتر على موقع إي آس بي آن كريك إنفو (الإنجليزية)